# Cantón de Seuil-d'Argonne
El cantón de Seuil-d'Argonne era una división administrativa francesa, que estaba situada en el departamento de Mosa y la región de Lorena.

## Composición
El cantón estaba formado por trece comunas:
- Autrécourt-sur-Aire
- Beaulieu-en-Argonne
- Beausite
- Brizeaux
- Èvres
- Foucaucourt-sur-Thabas
- Ippécourt
- Lavoye
- Les Trois-Domaines
- Nubécourt
- Pretz-en-Argonne
- Seuil-d'Argonne
- Waly

## Supresión del cantón de Seuil-d'Argonne
En aplicación del Decreto nº 2014-166 de 17 de febrero de 2014, el cantón de Seuil-d'Argonne fue suprimido el 22 de marzo de 2015 y sus 13 comunas pasaron a formar parte del nuevo cantón de Dieue-sur-Meuse.